# Костёл Святого Адальберта
Костёл Святого Адальберта — действующий с 2005 года католический храм в городе Калининграде.

## История
После неудавшихся попыток католической общины Калининграда и настоятеля возрожденного прихода святого Адальберта священника Ежи Стецкевича в начале 1990-х вернуть церкви капеллу Святого Адальберта 1902 года постройки, было принято решение о строительстве в городе нового католического храма. В ноябре 1995 Калининград посетил апостольский нунций архиепископ Джон Буковски, который вместе с архиепископом Тадеушем Кондрусевичем освятил участок земли в центре города под строительство нового храма Святого Адальберта.
Строительство велось с 1998 года, в основном на деньги немецких фондов, пожертвования приходов Польши и Калининграда. 18 сентября 2005 года архиепископ Тадеуш Кондрусевич в сослужении 3 епископов и 30 священников малым чином освятил храм в честь Святого Адальберта.
В 2016 году в дополнение к двум установленным в храме электронным органам приход получил в подарок старинный орган из закрывшейся евангелистской церкви немецкого города Бохум.